# Тршебичский монастырь
Тршебичский монастырь бенедиктинцев, ныне Тршебичский замок (чеш. Benediktinský klášter v Třebíči, Zámek v Třebíči) — национальный культурный памятник Чехии в составе объекта «Монастырь с костёлом Святого Прокопа в Тршебиче». Был заложен в 1101 году под названием монастыря Девы Марии князьями Ольдржихом Брненским и Литольдом Зноемским, сыновьями Конрада I Брненского. Первоначальный вид и размер монастыря не известны. Монастырские строения частично сохранились до наших дней в составе Тршебического замка и Базилики Святого Прокопа, сохранившейся в почти первозданном виде. Монастырь являлся важным хозяйственным, экономическим и культурным центром, на основе которого впоследствии вырос в город Тршебич.

## История
|  | - укрепления                                             |
|  | - жилые покои                                            |
|  | - хозяйственные постройки                                |
|  | - Базилика Святого Прокопа (ранее Вознесения Девы Марии) |

Предположительный план монастыря в районе 1450 г.
1: Райский двор;
2: Бывшие северные ворота;
3: Южно-Восточные ворота ;

Монастырь был заложен в 1101 году и посвящён Деве Марии князьями Ольдржихом Брненским и Литольдом Зноемским, сыновьями князя Конрада I Брненского, которые были выгнаны из своих земель. Место было выбрано на границе Брненского и Зноймского уделов, которая проходила вдоль реки Йиглавы, и по сути являлось перекрёстком торговых дорог, ведущих из Венгрии и Австрии в Моравию. Это был третий монастырь построенный в Моравии. Первоначальные монастырские постройки были деревянными и только во второй четверти XIII столетия началось строительство из камня Первая постройка монастыря — часовня Святого Бенедикта, 10 июля 1104 году освящена пражским епископом Гержманом. Были приглашены аббат с монахами бенедиктинского ордена. Следуя строгому бенедиктинскому уставу они носили чёрные рясы и чёрные капюшоны, которые в дальнейшем стали символами на гербе города Тршебич. Первым аббатом был аббат Цуно с момента заложения монастыря до своей смерти в 1138, следующими аббатами стали аббат Войтех и аббат Надей, упомянутый в документе 1160 года.
Монастырь служил в первую очередь хозяйственным и экономическим целям, а также стал местом погребения представителей династии Пршемысловичей. Ольдржих Брненский и Литольд Зноемский были похоронены в крипте монастырского костёла Вознесения Девы Марии, освящённого епископом Оломоуца Яном II в 1109 году. В сороковых годах XIII века по приказу аббата Арнольда из Порини было пристроено новое монастырское здание, а около 1260 года Базилика Святого Прокопа, первоначально известная как костёл Вознесения Девы Марии. Постепенно монастырь получал во владение поселения, расположенные вокруг него, а также основывал новые. Известно также, что в XIII веке монастырь обменивал дальние земли на близлежащие, чтобы соединить разбросанные владения. Приблизительно в XIII веке возник город Тршебич.
Во второй половине XIV века начал проявляться затяжной кризис, продлившийся до начала гуситских войн. Монастырь был вынужден продавать и закладывать имущество. Период гуситских войн способствовал росту проблем, требовались деньги на восстановление после гуситской осады монастыря, значительно были укреплены оборонные сооружения. 12 мая 1468 года Тршебич был осаждён венграми во главе с королём Матьяшем Корвином, в течение двух дней город был захвачен и сожжён. Обороняющее город войско пана Викторина, сына Йиржи из Подебрад укрылось в монастыре, уничтожив мост через реку. Обозы с едой при этом остались на берегу или свалились в реку. Запасы продовольствия иссякли и в ночь с 5 на 6 июня войска Викторина из Подебрад, разделённые на три отряда, попробовали прорвать осаду, чтобы соединиться с войском пана Йиндржиха из Подебрад, брата Викторина. Двум из отрядов это удалось, третий отряд 15 июня сдался венграм. Монастырь очень сильно пострадал, монастырский костёл был сожжён. Аббат монастыря за поддержку Йиржи из Подебрад был отстранён, а сам монастырь со всем имуществом перешёл во владение Зденека из Штернберка в качестве компенсации Матьяша Корвина за урон, полученный во время войны. Таким образом монастырь был фактически секуляризирован, большинство монахов покинуло его, часть осталась без аббата среди монастырских руин. В дальнейшем монастырь перешёл во владение пана Вилема из Пернштейна, который выплатил его долги. Бенедиктинцы могли выкупить своё бывшее имущество, но фактически не имели на это средств. В 1502 году Пернштейны провели необходимые ремонтные работы монастырского комплекса, в ходе которых снести практически развалившуюся башню. С 1527 года город и монастырь перешли во владение рода Осовских из Доубравиц, которые начали перестраивать монастырь в ренессансный замок.
С 1582 года город и замок Тршебич перешли к Вальдштейнам, которые были владельцами до 1945 года. В 1930—1935 годах замок был отремонтирован. В 1957 году вновь капитально отремонтирован для нужд музея Высочины и архива.